# Miss Bosnien und Herzegowina

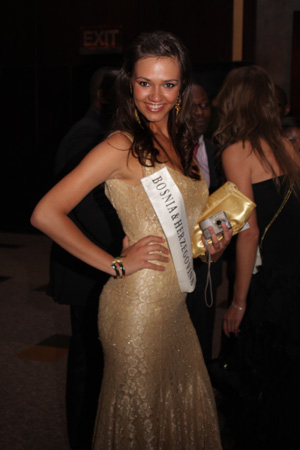
Tanja Vujicić, Miss Bosnien & Herzegowina 2008

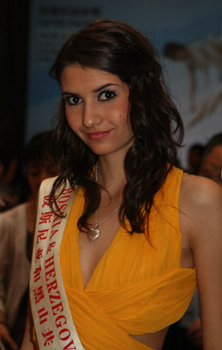
Gordana Tomić, Miss Bosnien & Herzegowina 2007

Miss Bosnien und Herzegowina ist ein jährlicher nationaler Schönheitswettbewerb für unverheiratete Frauen in Bosnien und Herzegowina. Im Inland heißt er Miss Bosne i Hercegovine (wegen des sperrigen Titels auch Miss BiH). Es gibt ihn seit 1996. Die Siegerinnen nehmen an den Wahlen zur Miss World teil, andere Finalistinnen an denen zur Miss Europe.
Nach dem Austritt von Bosnien und Herzegowina aus dem Staatsverband Jugoslawien Ende 1991 und während des anschließenden Krieges zwischen serbischen, kroatischen und bosnischen Einheiten bis Ende 1995 fanden keine derartigen Wettbewerbe statt.

## Siegerinnen
| Jahr | Name                  |
| ---- | --------------------- |
| 1996 | Belma Cvrko           |
| 1997 | Elma Terzić           |
| 1998 | Samra Tojaga          |
| 1999 | Samra Begović         |
| 2000 | Jasmina Mahmutović    |
| 2001 | Ana Mirjana Račanović |
| 2002 | Danijela Vinš         |
| 2003 | Irna Smaka            |
| 2004 | Njegica Balorda       |
| 2005 | Sanja Tunjić          |
| 2006 | Azra Gazdić           |
| 2007 | Gordana Tomić         |
| 2008 | Tanja Vujičić         |
| 2009 | Andrea Šarac          |
| 2010 | Snežana Prorok        |
| 2011 | Snežana Kuzmanović    |
| 2012 | Fikreta Husić         |
| 2013 | Sanda Gutić           |
| 2014 | Isidora Borovčanin    |
| 2015 | Marijana Marković     |
| 2016 | Halida Krajišnik      |
| 2017 | Aida Karamehmedovic   |
| 2018 | Anđela Paleksić       |
| 2019 | Ivana Ladan           |